# Polystachya stodolnyi
Polystachya stodolnyi är en orkidéart som beskrevs av Dariusz Lucjan Szlachetko och Tomasz Sebastian Olszewski. Polystachya stodolnyi ingår i släktet Polystachya och familjen orkidéer. Inga underarter finns listade i Catalogue of Life.